# Cheimacheramus caudalis
Cheimacheramus caudalis là một loài Trichoptera trong họ Sericostomatidae. Chúng phân bố ở vùng nhiệt đới châu Phi.